# (78122) 2002 NG4
(78122) 2002 NG4 es un asteroide perteneciente al cinturón de asteroides, descubierto el 1 de julio de 2002 por el equipo del Near Earth Asteroid Tracking desde el Observatorio Palomar, California, Estados Unidos.

## Designación y nombre
Designado provisionalmente como 2002 NG4.

## Características orbitales
(78122) 2002 NG4 está situado a una distancia media del Sol de 3,161 ua, pudiendo alejarse hasta 3,759 ua y acercarse hasta 2,564 ua. Su excentricidad es 0,189 y la inclinación orbital 2,496 grados. Emplea 2052,85 días en completar una órbita alrededor del Sol.
Los próximos acercamientos a la órbita de Júpiter ocurrirán el 1 de enero de 2029, el 12 de agosto de 2039 y el 25 de marzo de 2050.

## Características físicas
La magnitud absoluta de (78122) 2002 NG4 es 15,17. Tiene un diámetro de 5,903  Km y un albedo geométrico de 0.051.